# Психоаналитическая теория кино
Психоаналитическая теория кино — один из подходов в теории кино, который ставит себе целью исследовать подсознательное режиссёра фильма, его героев и иногда — аудитории. Психоаналитическая теория кино тесно связана с критической теорией, марксистской теорией кино и аппаратной теорией кино. В рамках данного подхода выделяют Первую волну, которая возникла в 1960—1970-х годах, и Вторую волну, популярность которой пришлась на 80-90-е годы. 

## Предыстория
Психоаналитическая теория кино берет свои истоки в работах Зигмунда Фрейда и Жака Лакана.
Психоанализ зародился одновременно с кинематографом — в 1895 году была написана работа Фрейда «Изучение истерии», и в том же году братья Люмьер изобрели кинопроектор. Основатель психоанализа, однако, мало ценил кинематограф как искусство и не обращал внимания на его развитие. Так, в 1925 году он без колебаний отверг предложение голливудского продюсера Самюэла Голдвина принять участие в работе над фильмом за $100.000. 
Писатель и поэт Андре Бретон, считающийся основоположником сюрреализма, увидел в кинематографе средство выражения подсознательного. Уже тогда с помощью кино можно было рассказывать истории, используя наложения кадров друг на друга, замедление движения и другие кинематографические приемы. Сюрреалисты видели в этом подражание сновидениям. Однако серьезные научные попытки совместить теории психоанализа и кино получили распространение лишь после Второй мировой войны.

## Первая волна
В начале 1970-х годов Кристиан Мец и Лаура Малви исследовали значение взгляда в кинематографе. Согласно Мецу, во время просмотра фильма зритель идентифицирует себя с самой камерой — даже осознавая, что все происходящее на экране, по сути, срежиссировано. В работах Лауры Малви вводится в научный оборот понятие мужской взгляд и анализируется связь этого понятия с фетишизмом и бессознательным патриархального общества.

## Вторая волна
Зарождение второй волны психоаналитической теории кино связано с именем Жаклин Роуз, обратившей внимание на отсутствие со стороны зрителя так называемого объекта а, занимавшего важное место в работах Лакана.
Тогда же произошла и революция в феминистической теории кино — её ознаменовала вышедшая в 1995 году книга Брахи Эттингер The Matrixial Gaze, в которой Браха ввела понятие женский взгляд, обозначила его отличия от «мужского взгляда». В книге были проанализированы труды Зигмунда Фрейда, Жака Лакана, а также кинофильмы, авторами которых являлись как женщины — например, Шанталь Акерман, так и мужчины — например, Педро Альмодовар. 

## Примеры в кинематографе
Популярные кинофильмы, часто становящиеся объектом исследования теоретиков кино в призме психоанализа:
- «Женщина в окне» (Фриц Ланг)
- «Головокружение» (Альфред Хичкок)
- «Земляничная поляна» (Ингмар Бергман)
- «Восемь с половиной» (Федерико Феллини)
- «Заводной апельсин» (Стэнли Кубрик)
- «Скромное обаяние буржуазии» (Луис Бунюэль)
- «Сияние» (Стэнли Кубрик)

## Критика
Критика психоаналитической теории кино неразрывно связана с критикой самого психоанализа как психологической теории.
Многие специалисты из области нейробиологии, когнитивной психологии , философии науки и теории познания считают, что методы и теории психоанализа не имеют под собой научных оснований, а сам психоанализ зачастую рассматривают как псевдонаучную теорию. Эта критика отражается и на основанной на психоанализе теории кино.